# Chironomus aprilinus
Chironomus aprilinus är en tvåvingeart som beskrevs av Johann Wilhelm Meigen 1830. Chironomus aprilinus ingår i släktet Chironomus och familjen fjädermyggor. Arten är reproducerande i Sverige. Inga underarter finns listade i Catalogue of Life.